# بنجامين سوان
بنجامين سوان (بالإنجليزية: Benjamin Swan)‏ هو ضابط وقاضي ومحامي أمريكي، ولد في 12 نوفمبر 1762 في ورسستر في الولايات المتحدة، وتوفي في 11 أبريل 1839.